# Kirtorf
Kirtorf é um município da Alemanha, situado no distrito de Vogelsberg, no estado de Hesse. Tem 79,88 km² de área, e sua população em 2019 foi estimada em 3.150 habitantes.